# Фуксман, Григорий Ильич
Григорий (Герш) Ильич Фуксман (1862 — 8 сентября 1937) — томский купец 1-й гильдии, учредитель синдикатов.

## Биография
Точная дата рождения неизвестна. Еврейского происхождения. Отца звали (по паспорту) Илья Леонтьевич (Иовекул Вульфович; 1836—1917), мать — Екатерина Леонтьевна. Отец владел золотыми приисками, торговал вином, первым в Томске устроил на своих предприятиях электрическое освещение и жертвовал на еврейскую благотворительность. Коммерцией занимался и брат отца Борис Леонтьевич (Берко Вульфович).

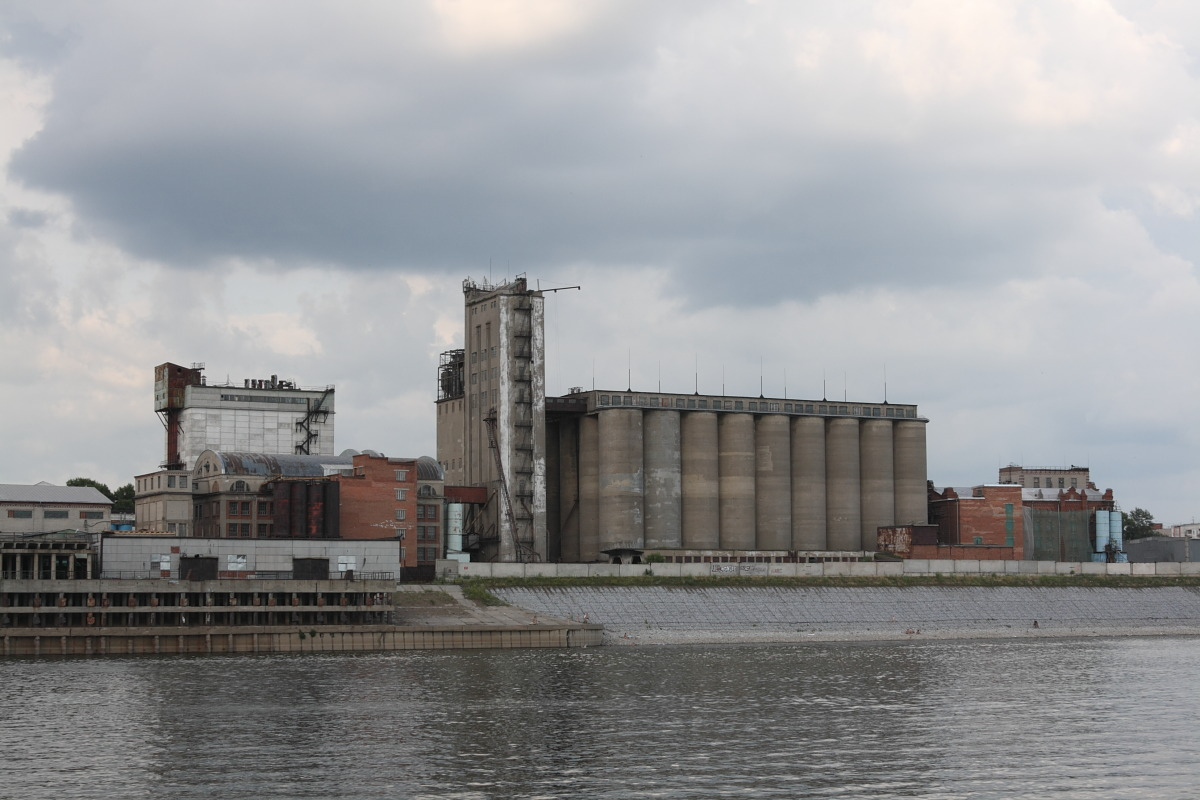
Мельницы Фуксмана на Мельничной улице в Томске

Младший Фуксман обладал лишь «низшим» образованием, был записан купцом 2-й гильдии сначала по Барнаулу, а затем по Томску. Затем сумел войти в первую, высшую, гильдию отечественного купечества. Начал заниматься бизнесом, взяв в аренду у отца винокуренный завод. Также он владел конным заводом и занимался транспортными перевозками по водным путям. К 1906 году владел двумя пароходами и пристанью, затем количество речных судов увеличилось до пяти. В 1916 Фуксман, однако, уничтожил все свои постройки вблизи неё[чего?] и расторг договор аренды земли. По традиции продолжал выкупать свидетельство купца первой гильдии, хотя после 1898 года практическая необходимость иметь таковое для крупного российского предпринимателя во многом отпала.
Вплоть до 1919 года Фуксман активно торговал мукой, владел паровой мельницей, на которой работало до 80 человек и которую он назвал Ильинской в честь отца. Владел паем в Сибирском товариществе печатного дела. В мае 1919 года, уже во время Гражданской войны, наряду с Г. Головановым, выступил одним из организаторов Сибирского торгово-промышленного банка в Томске.
Фуксман являлся вице-президентом Томского общества охотников конского бега. Своих лошадей, увлечение которыми он перенял от родителя, Григорий Ильич продолжал выставлять на бега на Томском ипподроме вплоть до 1918 года. Принял еще в юности лютеранскую веру, что позволило обойти действовавшие в то время ограничения для евреев на владение заводами.

### После революции
Во время Гражданской войны осуществлял поставки лошадей для армии Сибирского временного правительства. Финансировал Сибирскую армию и армию А. В. Колчака. Томской уездной ЧК в феврале 1920 года Фуксман был отправлен в концлагерь, о чем сообщила газета «Знамя революции». После освобождения потеряв все состояние работал в Томске извозчиком. 6 сентября 1929 вместе с группой местных жителей арестован за то, что они, якобы, собирались на квартире и вели антисоветские разговоры. Лично Фуксман был обвинён также в сбыте золота и бриллиантов. Был сослан, ссылку отбывал в Туруханске.
В 1937 году арестован (это произошло снова в Томске 12 августа) и расстрелян. В 1989 году реабилитирован.

## Семья
Жена — Анна Федоровна Сапожникова, православного вероисповедания. Входила в Дамский комитет по устройству столовых для голодающих детей (1901—1902). Двое детей: Констанция (род. 1887) и Владимир (1891 г. р.), также православные.

## Благотворительность
Фуксман был членом Общества для доставления средств Сибирским высшим женским курсам и Томского общества содействия физическому развитию. С 1883 года являлся попечителем еврейского духовного училища, которому подарил собственный деревянный дом. В 1909 пожертвовал землю, на которой расположилась детская летняя колония для детей евреев.
Построенные Фуксманом и его отцом здания до сих пор сохраняются в Томске и служат городу.

## Интересный факт
- Пётр Васильевич Вологодский некоторое время был наемным работником у Г. И. Фуксмана. Сибирский эсер, получивший известность во время первой русской революции и в будущем глава колчаковского правительства, он в 1913 году представлял интересы Григория Ильича во время разбирательства с финансовыми властями по поводу суммы начисленных предприятиям купца податей. Оно было достаточно продолжительным, но закончилось в целом в пользу министерства финансов.